# Museu de Manchester
O Museu de Manchester é um museu que exibe obras de arqueologia, antropologia e história natural e é de propriedade da Universidade de Manchester. Localizado na Oxford Road (A34), fornece acesso a cerca de 4,5 milhões de itens de todos os continentes. É o maior museu universitário do Reino Unido e serve tanto como uma atração principal de visitantes como um recurso para pesquisa e ensino acadêmico. Recebe cerca de 360 mil visitantes por ano.

## História
"As primeiras coleções do museu foram montadas pela Manchester Society of Natural History, formada em 1821, com a compra da coleção de John Leigh Philips. Em 1850, foram adicionadas as coleções da Manchester Geological Society. Na década de 1860, ambas as sociedades encontraram dificuldades financeiras e, sob o conselho do biólogo evolutivo Thomas Huxley, Owens College (agora a Universidade de Manchester) aceitou a responsabilidade pelas coleções em 1867. O museu em Peter Street foi vendido em 1875 depois que Owens College se mudou para novos edifícios em Oxford Street.
A faculdade contratou Alfred Waterhouse, arquiteto do Museu de História Natural de Londres, para projetar um museu para coleções de casas em benefício dos estudantes e do público em um local na Oxford Road (então Oxford Street). O Museu de Manchester foi aberto ao público em 1888. Na época, os departamentos científicos do colégio estavam imediatamente adjacentes e estudantes entraram nas galerias da suas salas de aula no Edifício Beyer.
Duas extensões subsequentes refletem o desenvolvimento de suas coleções. O pavilhão de 1912 foi financiado em grande parte por Jesse Haworth, um comerciante de têxteis, para abrigar as coleções arqueológicas e egiptológicas adquiridas através de escavações que ele havia apoiado. A extensão de 1927 foi construída para abrigar as coleções etnográficas. A fachada da rua do Revival Gótico, que continua no Whitworth Hall, foi engenhosamente integrada por três gerações da família Waterhouse. Quando o Hospital Dental da Universidade de Manchester se mudou para um novo local, seu antigo edifício foi usado para o ensino e posteriormente ocupado pelo museu.
O museu é um dos "bens culturais" da Universidade de Manchester, juntamente com a Whitworth Art Gallery, John Rylands Library, o Observatório Jodrell Bank e outros."

## Galerias e redesenvolvimento
Em 1997, o museu recebeu 12,5 milhões de libras esterlinas do Heritage Lottery Fund e, com financiamento do Fundo Europeu de Desenvolvimento Regional, da Universidade de Manchester, do Wellcome Trust, da Wolfson Foundation e de outros patrocinadores, o museu foi reformado e reaberto em 2003. As Galerias de Fósseis e as Culturas da Vida foram criadas neste momento.
A Galeria de Manchester explora a mudança de relacionamento entre o museu, a cidade de Manchester e o resto do planeta. Explora ainda de onde as coleções vieram e como elas se relacionam com o colonialismo e o império.
Mundo Vivo foi aberto em abril de 2011 como um novo tipo de galeria de história natural para incentivar os visitantes a refletir sobre suas atitudes em relação à natureza. As exposições incluem um grus virgo preso a destroços da explosão da bomba atômica de Hiroshima e centenas de grus virgos de origami. As exposições temáticas exploram atitudes em relação à natureza e aos problemas ambientais observados no planeta. A galeria possui ainda um aplicativo para smartphones chamado: 'Living Worlds'. Uma das alocações desta galeira ocorre no pátio em frente ao museu, onde alguns voluntários plantam frutas e vegetais e mostram aos visitantes como cultivar e cuidar das plantas.
Mundo Antigo foi inaugurado em outubro de 2012 e se transformou numa das principais galerias do edifício criado em 1912. "Descobrindo Arqueologia" explora como as pessoas fazem sentido sobre o passado utilizando objetos, incluindo exibições com reconstruções faciais e sobre alguns dos personagens envolvidos no desenvolvimento da arqueologia e do museu, incluindo William Flinders Petrie e William Boyd Dawkins. "Mundos egípcios", leva os visitantes a uma jornada pela paisagem, costumes e práticas dos antigos egípcios.
Em junho de 2013, imagens de segurança do museu mostraram uma estátua egípcia de 10 polegadas aparentemente girando sem ajuda. O fato atraiu a atenção da mídia mundial. Várias teorias foram apresentadas no que diz respeito a este fato. Professor da universidade, Brian Cox, sugeriu que o acontecimento se deu devido a uma "fricção diferencial" entre a prateleira de vidro e o objeto, possivelmente causado pelas vibrações feitas pelos visitantes do museu, causando o movimento do objeto. O egiptologista do museu, Campbell Price,afirmou que: "as obras ficam nessas superfícies desde que a adquirimos e elas nunca se mexeram antes. E por qual motivo elas se moveriam apenas em um círculo perfeito?". O Manchester Evening News informou que o incidente "fez com que números de visitantes do Museu de Manchester subisse", e Tim Manley, chefe de marketing e comunicações do museu, comentou que "houve um aumento definitivo no número de visitantes".
A "Biblioteca da Natureza" foi inaugurada em abril de 2013 exibindo a gama do museu sobre a história natural. Foi utilizado um design inspirado em uma biblioteca gótica para capitalizar uma arquitetura Neogótica na galeria. As exibições exploram a variedade do mundo natural, de onde a coleção veio, o porquê das pessoas coletarem espécimes, como eles eram usados e o que eles podem dizer aos cientistas.
Em 2004, o museu adquiriu um molde de reprodução de um Tyrannosaurus rex fóssil montado sobre uma postura de corrida, denominado de Stan. O molde de Stan mede cerca de 11,8 metros de comprimento. De acordo com novos estudos, o peso de Stan foi estimado entre 5,9 toneladas e 10,8 toneladas, sendo a estimativa média de 8,4 toneladas.
A "Alquimia" foi uma iniciativa que busca facilitar o acesso dos artistas ao museu e também à universidade. Financiado pelo Arts Council England, a iniciativa ofereceu quatro bolsas de estudo, comissariou intervenções de artistas nas galerias permanentes e facilitou a pesquisa e o empréstimo de coleções do museu para projetos de arte contemporânea. A "Alquimia" foi o primeiro programa de pesquisa sustentada desse museu. A pesquisa era destinada a revigorar as exibições, encorajar abordagens diversas e apresentar vozes alternativas.
Em abril de 2008, o museu recebeu o Homem de Lindow, uma múmia preservada num pântano de turfa encontrada no dia 1 de Agosto de 1984 por apanhadores de turfa em em Lindow Moss, em Cheshire no Noroeste da Inglaterra. O objeto ficou em exposição no Museu de Manchester por um ano, após ficar exposto no museu britânico.

## Coleções

### Antropologia
A coleção totaliza cerca de 16 mil artefatos, sendo quase metade proveniente da África. O material da Oceania faz um quarto e grande parte do restante vem da Ásia e das Américas. A primeira doação veio de Robert Dukinfield Darbishire (1826-1908), começando em 1904. Darbishire concedeu cerca de 700 itens, incluindo cerâmicas de esculturas provenientes do Peru. Em 1922, Charles Heape doou sua coleção originária da Oceania e da Amárica contendo de cerca de 1500 itens. A coleção Lloyd sobre metalurgia japonesa, esculturas e cerâmicas são legado de R. W. Lloyd. Existem duas coleções obtidas por antropólogos profissionais. Frank Willett coletou cerâmica, máscaras e utensílios de rituais utilizados na Nigéria em 1956, enquanto Peter Worsley coletou cestas e outros itens do povo Wanindiljaugwa de Groote Eylandt, na Austrália, em 1952.

### Arqueologia
As principais áreas de coleta para objetos ligados à arqueologia foram a Europa Ocidental, o Mediterrâneo, o Egito e a Ásia Ocidental. Grande parte dos acessos de materiais do Egito e da Ásia Ocidental vieram das escavações de Sir Flinders Petrie e, posteriormente, arqueólogos da universidade estiveram envolvidos em expedições para a Ásia ocidental e conseguiram mais descobertas. As coleções egiptológicas incluem artefatos encontrados nas aldeias de Kahun e Gurob, apresentados em 1890 por Jesse Haworth e Martyn Kennard. Em 1912, o crescimento desta área tinha sido tão grande que uma nova ala foi adicionada para o material egípcio, da qual Jesse Haworth fez uma grande doação de fundos. O Projeto de pesquisa da múmia egípcia, iniciado em 1973, produziu muita informação sobre saúde e condições sociais no antigo Egito. Um redesenhamento das galerias realizado em 1984/85 resultou numa melhorada na maneira como os objetos eram expostos ao público.  As coleções de arqueologia foram exibidas em 2011 na galeria do Mundo Antigo .

### Arcos
O núcleo da coleção de arcos e flechas, que possui cerca de 2.000 itens, foi formado por Ingo Simon e doado em 1946. Simon foi um arqueiro famoso que passou muitos anos pesquisando sua história e o desenvolvimento de arcos. De 1914 a 1933, ele detinha o recorde mundial para um tiro de flecha em 462 jardas (cerca de 422 metros); ele morreu em 1964 e sua viúva, Erna, dotou uma confiança ao museu para conservar e desenvolver a coleção que inclui artefatos da Grã-Bretanha, Brasil, Europa, Índia, Paquistão, Japão, Ásia Central, África e as ilhas do Pacífico.

### Botânica
O Herbário do museu de Manchester contém mais de 950.000 espécimes coletados nos séculos XVIII, XIX e XX provenientes de todo o planeta. Apenas uma pequena parte da coleção é exposta ao público. Importantes contribuições vieram de Charles Bailey e James Cosmo Melvill. Além disso, alguns espécimes de Carolus Linnæus, expedições de Charles Darwin e o Almirante Sir John Franklin também são destaque do acervo. A pequena coleção feita por Leopold H. Grindon, que inclui muitas plantas cultivadas também é um ponto a ser destacado.

### Geologia
As coleções geológicas é umas de maiores destaques do museu e abrange mais de 9 mil espécimes mineralógicos e várias centenas de milhares de fósseis. Aproximadamente um vigésimo da coleção é exibido ao público. O restante ficam em armazenamentos, porém disponíveis para estudos por pessoas interessadas. Grande parte da coleta foi feita na segunda metade do século XIX. Dentre as coleções de destaque está a de David Homfray, que contém itens descobertos em País de Gales referentes ao período cambriano e ordoviciano. Outra coleção relevante é a de George H. Hickling e DMS Watson, que  encontraram englobam itens do período Siluriano encontradas em Dudley e Midlands Ocidentais. Desde a década de 1920, houve uma política de recolha complementar pelo museu e pelo Departamento de Geologia da universidade, pelo qual o museu é especializado em petrologia.

### Insetos
A coleção do museu equivale a quase três milhões de espécimes de aproximadamente 2.300 espécies. Adições são frequentes neste acervo. Besouros representam cerca da metade do número total de espécimes. O assistente de guarda, Harry Britten, teve um papel importante na liderança no desenvolvimento da coleção. Os espécimes Coleoptera, Diptera e Hymenoptera somam cerca de um terço sobre o total. Um dos pontos principais da coleção é a mariposa de Manchester (Euclemensia woodiella) capturada em 1829, um dos três únicos espécimes conhecidos por existir existe aqui. O restante da coleção é de origem estrangeira e W. D. Hincks e John R. Dibb contribuíram com grandes quantidades de espécimes, especialmente de besouros. Outra coleção de destaque é a do grupo de Chrysomedinae, de Franz Spaeth, que é reconhecida como a melhor coleção do mundo de besouros-tartaruga.

### Numismática
As primeiras moedas foram doadas pelo empresário Reuben Spencer em 1895, com o restante de sua coleção de moedas europeias e medalhas comemorativas em vários metais doadas em parcelas. Alfred Güterbock depositou, depois deixou de legado, uma coleção de 380 moedas gregas de ouro, prata e cobre, além de algumas moedas romanas. Nos próximos quarenta anos, quatro benefícios foram feitos: em 1912 de William Smith Churchill (moedas européias dos séculos XVII, XVIII e XIX); em 1925, a coleção de antiguidades de William Smith Ogden, incluindo moedas gregas e romanas; Em 1939, Egbert Steinthal, detentor honorário da sala de moedas, apresentou sua coleção de moedas de cobre inglesas; e, em 1958, o legado de moedas gregas e romanas de Harold Raby. Harold Raby sucedeu Steinthal como detentor honorário e eles foram responsáveis pelo trabalho sobre o arranjo e identificação das moedas do museu.

### Mamíferos
A coleção inclui vários milhares de espécimes de mamíferos. Os mamíferos montados incluem um gorila, um aie-aie e um panda-vermelho coletado por Brian Houghton Hodgson. A maioria dos grupos de mamíferos está representada. Outro destaque é a vaca de Sr. Potter, que é um membro da rara raça branca britânica de um rebanho de Gisburne da década de 1830. O museu detém uma série de exemplos de taxidermia de Rowland Ward. A coleção inclui ossos e crânios de uma ampla gama de mamíferos, abrangendo a maioria dos principais grupos. Boa parte da coleção foram transferidas para o Departamento de Anatomia na década de 1980.

### Pássaros
A coleção inclui aproximadamente 15.000 corpos de estudo de aves de mais de 2.000 espécies, principalmente de 1850 a 1950. A maior parte de Coleções de pássaros foram transferidas do Museu de História Natural em 1895, incluindo um Certhidea olivacea coletado por Charles Darwin nas Galápagos em 1835. Outra coleção surpreendente de aves é a proveniente das ilhas havaianas, que foi doada pela Royal Society na década de 1890, incluindo espécies que estão agora extintas. O museu detém ainda as coleções de Thomas Coward, Richard Spiers Standen e Robert Coombes que se especializaram em espécies de ganso eurasiano. Esta coleção foi adquirida pelo museu na década de 1990. A coleção de ossos inclui muitos crânios de aves. A coleção formada por Derek Yalden inclui esqueletos de milhares de pássaros que foram sexados. A coleção de ovos inclui aproximadamente 10.000 conjuntos de ovos.
Os espécimes mais notáveis incluem uma Huia masculina e feminina, ossos de um Dodô, um ovo de Ave Elefante, o único ovo conhecido de Maçarico-de-bico-fino, um monte e vários ovos de Pombo-passageiro, ossos de um Arau-gigante, um macho e uma fêmea de Pica-pau-bico-de-marfim, além de três espécimes do Periquito-do-paraíso.

### Moluscos
O museu possui a quarta maior coleção de moluscos na Grã-Bretanha com 166 mil lotes. A coleção cresceu em torno da Sociedade de Manchester para a Promoção da História Natural, que adquiriu uma das coleções de conchas de William Swainson em 1825 e que também incluiu a coleção do capitão Thomas Brown. O catálogo de espécimes tipo foi publicado em 2008.

### Coleção de espíritos
A coleção inclui cerca de 5.000 espécies espirituais do século XIX e inicio do século XX, embora aquisições mais recentes incluam a coleção de jacarés formada pelo professor Mark Ferguson da Faculdade de Ciências da Vida e Renovo pcl.

### Microscópios
Nesta parte inclui a coleção de Foraminifera de Frederick Pearcey, que serviu na Expedição Challenger e trabalho no museu também. Outras coleções de Foraminiferas são de Joseph Sidebotham e E.Halkyard.

## Funcionários notáveis
- William Boyd Dawkins, geólogo e arqueólogo
- William Evans Hoyle, Diretor, 1889-1909
- Harry Britten, assistente de detenção de Entomologia, 1918-1938
- Rosalie David, egiptóloga
- J. Wilfrid Jackson Michael Eagar, geólogo, vice-diretor 1977-1987[23]
- Walter Medley Tattersall, zoologista, diretor 1909-1922